# João Fonseca Amaral
Pour les articles homonymes, voir Fonseca et Amaral.
João Fonseca Amaral, né le 6 mars 1928 à Viseu (Portugal) et mort en 1992 à Queluz (Portugal), est un journaliste, poète et enseignant mozambicain.

## Biographie
À l'âge de trois ans il part une première fois pour le Mozambique et ne retourne au Portugal qu'à l'âge de 26 ans. Il revient au Mozambique après l'indépendance en 1975. Il y travaille comme traducteur, professeur, journaliste et fonctionnaire aux Chemins de fer du Mozambique. Il dirige également le département éditorial de l'Institut national du livre et du disque.
Il collabore à plusieurs périodiques au Mozambique, au Portugal et au Brésil, tels que Sulco, A Voz de Moçambique, O Brado Africano, Notícias, Sul, Caliban et Itinerário.

## Sélection de publications
- Antologia dos modernos ficcionistas cubanos ; contos e excertos de romances (traduction de l'espagnol, 1972)
- Aforismos (traduction de Aphorismen par Georg Christoph Lichtenberg, 1974)
- A rã viajante (traduction et adaptation d'un ouvrage pour la jeunesse, 1980)
- A formiga Cláudia (traduction et adaptation d'un ouvrage pour la jeunesse, 1980)
- A criança da Namíbia (adaptation, 1984)
- Poemas (1999, posthume)